# Finestrat
Finestrat is een gemeente in de Spaanse provincie Alicante in de regio Valencia met een oppervlakte van 42 km². Finestrat telt 6.090 inwoners (1 januari 2016).
Finestrat ligt aangebouwd tegen Benidorm. Het is mogelijk om er bergsporten, zoals bergbeklimmen, fietsen of bergwandelen, te beoefenen, omdat op slechts een paar kilometer afstand van het strand de berg El Puig Campana ligt. Cala Finestrat is een strand dat in de gemeente Villajoyosa naast het Playa de Poniente in Benidorm ligt en is zeer aantrekkelijk vanwege de nabijheid van andere kleine stranden die deze twee steden vrijwel met elkaar verbinden.
Het is een strand met normale afmetingen (300 m.) met fijn, goudgeel zand en helder, rustig water, reden waarom het sinds 1988 elk jaar de blauwe vlag, onderscheiding van de EU., toegekend heeft gekregen. Het kent een uitzonderlijk microklimaat dankzij het feit dat het strand door de bergen tegen de wind uit het zuiden beschut wordt. Hier kan men onderwatersport, watersporten en strandsporten beoefenen, zoals het internationale strandvolleybaltoernooi dat half augustus plaatsvindt.

## Demografische ontwikkeling
Bron: INE, 1857-2011: volkstellingen

## Galerij

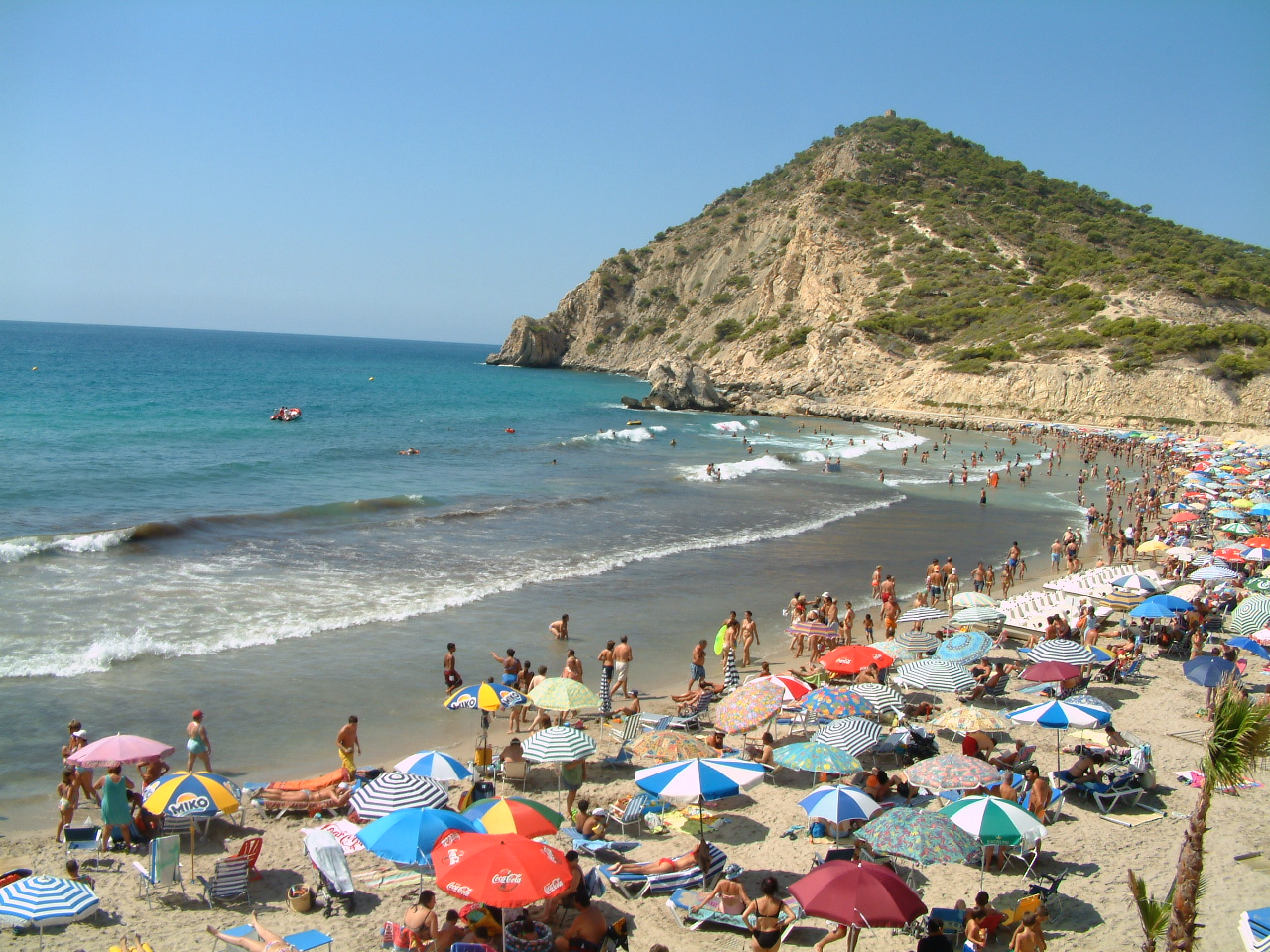
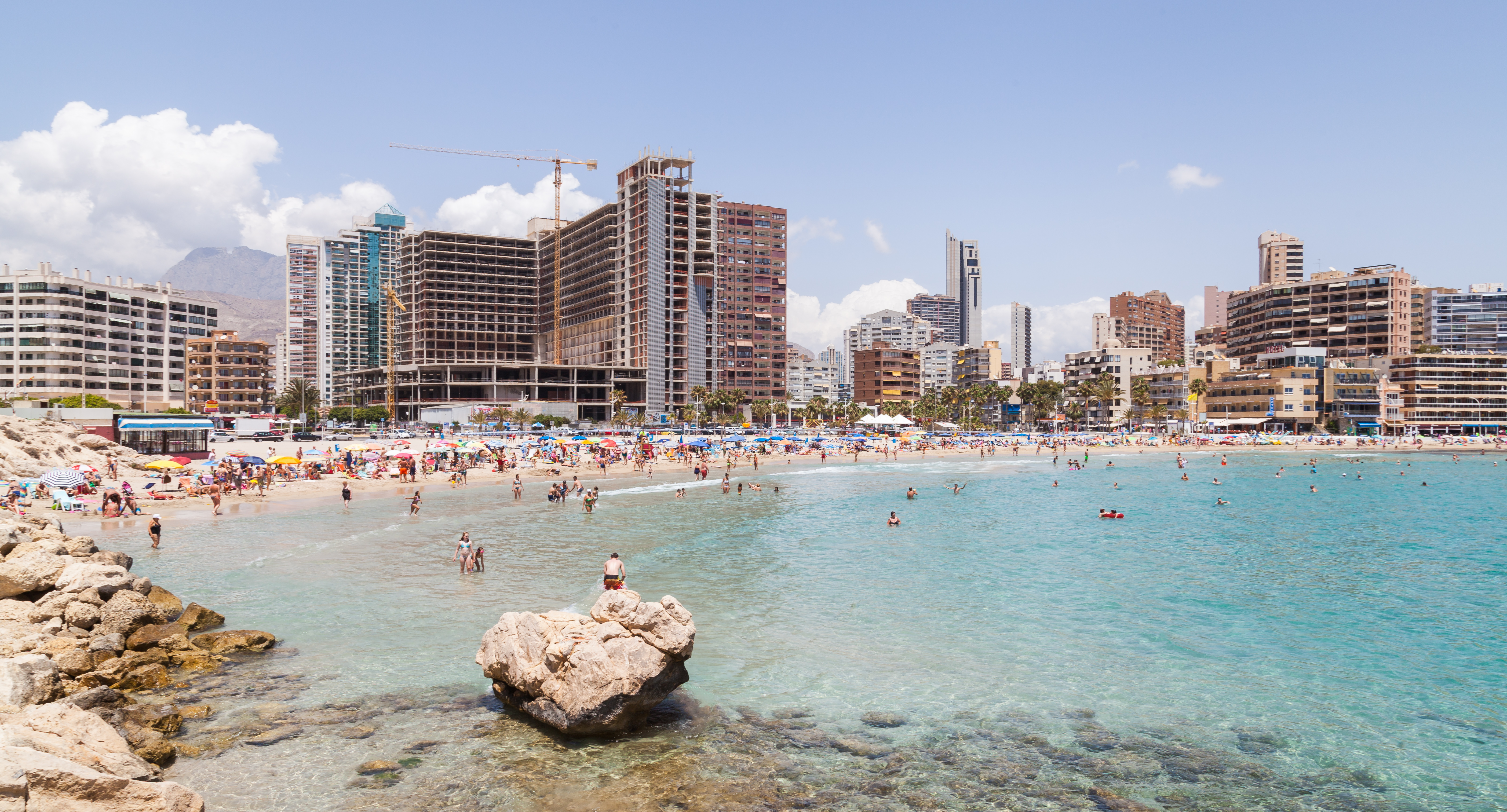
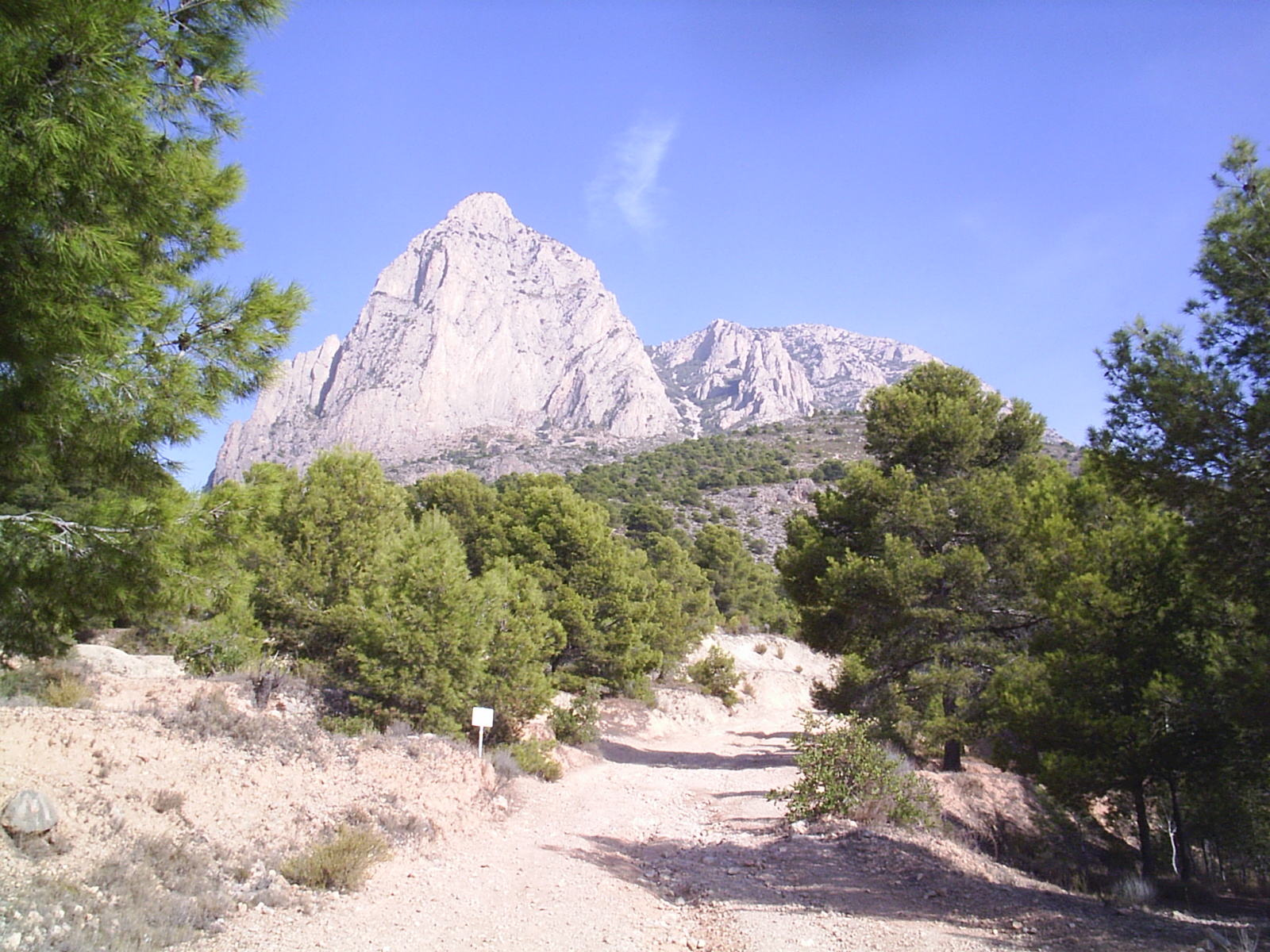

Agost · Agres · Aigües · Albatera · Alcalalí · Alcocer de Planes · Alcoleja · Alcoy · Alfafara · Algorfa · Algueña · Alicante · Almoradí · Almudaina · Altea · Aspe · Balones · Banyeres de Mariola · Benasau · Beneixama · Benejúzar · Benferri · Beniarbeig · Beniardá · Beniarrés · Benidoleig · Benidorm · Benifallim · Benifato · Benigembla · Benijófar · Benilloba · Benillup · Benimantell · Benimarfull · Benimassot · Benimeli · Benissa · Benitachell · Biar · Bigastro · Bolulla · Busot · Callosa d'en Sarrià · Callosa de Segura · Calp · Campo de Mirra  · Cañada· Castalla · Castell de Castells · Catral · Cocentaina · Confrides · Cox · Crevillent · Daya Nueva · Daya Vieja · Dénia · Dolores · El Campello · El Castell de Guadalest · El Ràfol d'Almúnia · El Verger · Elche · Elda · Els Poblets · Facheca · Famorca · Finestrat · Formentera del Segura · Gaianes · Gata de Gorgos · Gorga · Granja de Rocamora · Guardamar del Segura · Hondón de las Nieves · Hondón de los Frailes · Ibi · Jacarilla · Jávea · Jijona · L'Alfàs del Pi · L'Alqueria d'Asnar · L'Atzúbia · La Nucia · La Romana · La Vall d'Alcalà · La Vall d'Ebo · La Vall de Laguar · Llíber · Lorcha · Los Montesinos · Millena · Monforte del Cid · Monóvar · Murla · Muro de Alcoy · Mutxamel · Novelda · Ondara · Onil · Orba · Orihuela · Orxeta · Parcent · Pedreguer · Pego · Penàguila · Petrer · Pilar de la Horadada · Pinoso · Planes · Polop · Quatretondeta · Rafal · Redován · Relleu · Rojales · Sagra · Salinas · San Fulgencio · San Isidro · San Miguel de Salinas · San Vicente del Raspeig · Sanet y Negrals · Sant Joan d'Alacant · Santa Pola · Sax · Sella · Senija · Tàrbena · Teulada · Tibi · Tollos · Tormos · Torremanzanas · Torrevieja · Vall de Gallinera · Villajoyosa · Villena · Xaló